# Majid Karami
Majid Karami (persisch مجید کرمی; geboren am 13. Juni 1959 in Teheran, Iran) ist ein iranischer Instrumentenbauer.

## Leben
Majid Karami wurde am 13. Juni 1959 in Teheran geboren.
Bereits als Kind faszinierten ihn Musik und der Werkstoff Holz. Nach dem Abitur mit Schwerpunkt Mathematik eröffnete er 1979 mit Kollegen seine erste Holzwerkstatt. Dort versuchte er, eine Brücke zwischen seinen beiden Interessengebieten, Holz und Musik, zu schlagen.
1981 trat er in das renommierte Musikzentrum „Chavoosh“ ein und begann unter der Leitung des Meisters Hadi Montazeri das Kamantsche zu erlernen. Um das Leihinstrument, das ihm sein Lehrer gegeben hatte, zu schonen, baute er sich ein Kamancheh und lernte dabei die Feinheiten des Instrumentenbaus tiefgründig kennen.
1982 eröffnete er seine erste Drechslerwerkstatt, in der er ein Jahr später zum ersten Mal eine Tombak Trommel aus 240 Holzpartikeln baute. Traditionelle Perkussionisten im Iran waren bis dahin der festen Auffassung, dass eine gut klingende Trommel unbedingt aus einem Stück gebaut sein muss, doch Karami bewies mit seinem Instrument das Gegenteil.
1984 trat er in die Instrumentenbauabteilung des in der Zwischenzeit aufgelösten, dann wieder aufgrund des Engagements von Mohammad Reza Lotfi wiedereröffneten Zentrums „Chavoosh“ ein und belegte Trommelkurse bei dem Perkussionisten Jamshid Mohebi.
Durch einen anderen bekannten Perkussionisten, Mohammad Farahmand, ermuntert, wählte er den Beruf des Instrumentenbauers und betrachtet ihn seitdem als seine Berufung.
1985 wanderte Karami mit seinen Instrumenten nach Deutschland ein und bildete sich im Bereich Instrumentenbau und Holzverarbeitung weiter.
Nachdem er in diesen Fächern Meistertitel erworben hatte, meldete er im Jahr 2000 sein erstes Patent an. Es handelt sich um eine einfache Methode, mithilfe von Luftzufuhr Schlaginstrumente wie Tombak, Daf, Dammam, Dohol u. ä. zu stimmen. Somit ist es zur Spannung der Perkussionsfelle nicht mehr wie bisher nötig, diese zu erwärmen, was das Fell auf Dauer schädigt. Karamis Instrumente spielen sich zudem einfacher und besser als ihre Vorläufer.
Im Jahr 2003 reiste Majid Karami nach Spanien, um dort neben der Erforschung von Instrumenten aus verschiedenen Kulturen eigene Instrumente wie Hamgam, Uduwood, Cajatom und Multidrum zu entwickeln.

## Hamgam
Im Jahr 2016 stellte Karami auf der Musikmesse Frankfurt das perkussive Instrument Hamgam vor, welches sich von dem bisher bekannten Musikinstrument Hang aus der Schweiz insoweit unterscheidet, als es aus Holz gebaut ist.
Die Hamgam besteht aus sieben hölzernen Spielplatten mit jeweils verschiedenen Tönen, wobei eine Platte einen Snareton erzeugt.
Auch dieses Instrument kann, wie die meisten von Karami gebauten Instrumente, gestimmt werden, wobei der Ton in diesem Fall durch Magnete verändert wird.

## Cajatom
2009 stellte Karami auf der Musikmesse Frankfurt eine Kombi Perkussion unter der Bezeichnung Cajatom vor. Es handelt sich um eine Fusion von Cajón, Framedrum und der iranischen Daira (Rahmentrommel).
Majid Karami stellt seine Konstruktionen seit Jahren auf internationalen Musikfestivals wie Tamburi Mundi Musikmessen wie der Internationalen Musikmesse Frankfurt aus.
Seine Instrumente werden von prominenten Musikern wie Rhani Krija, Andrea Piccioni und Ramesh Shotham sowie Pejman Hadadi gespielt.